# Teranino
Teranino – chorwacki napój alkoholowy (15-20%), słodki likier wytwarzany na bazie brandy albo z wytłoków oraz czerwonego wina pozyskiwanego z odmiany winorośli Teran.
Rubinowoczerwony napój pochodzący z Istrii jest najczęściej dosładzany i aromatyzowany np. cynamonem, goździkami, anyżem, cytryną, wanilią albo koprem włoskim. Ma ziemisty, ziołowy bukiet z owocowymi nutami, a także słodkie, pikantne aromaty. Charakteryzuje się niezwykle złożonym profilem aromatycznym, w którym oprócz najważniejszych aromatów fermentacyjnych dominują terpeny, lotne fenole (eugenol i wanilina) oraz benzenoidy. Badania przeprowadzone na Uniwersytecie w Rijece wykazały, że niezależnie od źródła produkcji likier miał wspólne cechy sensoryczne: aromat owoców leśnych, wiśni, owoców gotowanych, w mniejszym stopniu cytrusów oraz owoców suszonych, z bardzo wyraźnymi akcentami korzennymi, w których dominowały goździki, cynamon i wanilia. Stwierdzono też zapach miodu, rumu, czekolady i alkoholu. Smak charakteryzował się umiarkowaną świeżością, łagodną (do umiarkowanej) kwasowością, wyraźną słodyczą, łagodną goryczką i cierpkością. W każdym przypadku występowało przyjemne uczucie pieczenia po spożyciu.
Teranino serwuje się schłodzone, jako aperitif lub pije się jako specyfik poprawiający trawienie. Najpopularniejsze jest na terenie Istrii, gdzie Teran jest bardzo popularną odmianą winorośli.